# Jozef Hučka
Jozef Hučka (14. července 1922, Košice – 23. října 1986) byl slovenský fotbalista, obránce. Po skončení aktivní kariéry působil jako vedoucí mužstva.

## Fotbalová kariéra
V československé lize hrál za Dynamo ČSD Košice. Nastoupil ve 141 ligových utkáních a dal 1 gól.

## Ligová bilance
| Ročník                                     | Zápasy | Góly | Klub              |
| ------------------------------------------ | ------ | ---- | ----------------- |
| Státní liga 1945/46                        | -      | 0    | Jednota Košice    |
| Státní liga 1946/47                        | -      | 0    | Jednota Košice    |
| Státní liga 1947/48                        | -      | 0    | Jednota Košice    |
| Státní liga 1948                           | -      | 0    | Jednota Košice    |
| Celostátní československé mistrovství 1949 | -      | 0    | Dynamo ČSD Košice |
| Celostátní československé mistrovství 1950 | -      | 0    | Dynamo ČSD Košice |
| Mistrovství československé republiky 1951  | -      | 0    | Dynamo ČSD Košice |
| Mistrovství československé republiky 1952  | -      | 0    | Dynamo ČSD Košice |
| CELKEM                                     | 141    | 1    |                   |